# Interpretacionismo
O interpretacionismo é a visão (exemplificada nos escritos de Donald Davidson e Daniel Dennett) de que podemos obter uma compreensão da natureza do mental refletindo sobre a natureza da interpretação. Busca discutir que a interpretação das atitudes proposicionais é inseparável da interpretação da linguagem, que ser interpretável como possuindo uma dada atitude é uma condição necessária para possuí-la, e que ser interpretável como possuir uma atitude é suficiente para possuí-la.
Busca o uso da evidência científica contra o cognitivismo sobre as emoções é conclusiva, mas só é convincente se aceitarmos uma visão naturalista da mente. O interpretacionismo é um tipo de teoria principal das teorias da mente, principalmente associada a Donald Davidson e Daniel Dennett, que informa a prepoderância do cognitivismo sobre as emoções, mas que é resistente à evidência científica porque postula que os estados mentais não sriam entidades científicas. Usando exemplos do senso comum, mostro que o interpretacionismo não pode explicar algumas ações emocionais e, portanto, falha em explicar as emoções básicas.
As bases conceituais do interpretacionismo são: (a) a fenomenologia social o qual busca descrever o modo como as pessoas vivem o seu cotidiano e significam suas ações, tendo como expoente Schutz; (b) Formulações etnometodológicas, as quais formulam refutam a ideia de que as ações do sujeito seriam determinadas por regras internas ao grupo social, mas que os próprios indivíduos sustentam a regularidade social; (c) perspectiva de análise de discurso de Foucault – os quais entende que os sistemas sociais (poder e conhecimento) formam indivíduos e mundos. A perspectiva do interpretacionista é aquela que o pesquisador atribui ao fenômeno estudados, pelas formas de interação, formados pelas estruturas macrossociais.